# زيلين

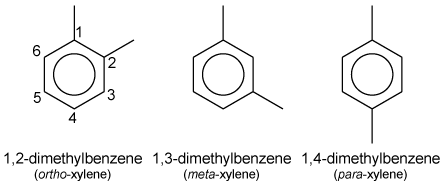
من اليمين: بارا-زايلين، ميتا-زايلين، أورثو-زايلين

الزيلين (بالإنجليزية: Xylene) أو زيلول (بالإنجليزية: xylol)‏، ويُسَمَّى منهجياً ثنائي ميثيل البنزين، ويُعرَف بزيت الخشب، هو سائل هيدروكربوني قابل للاشتعال يستخدم كمذيب وكمادة أولية في صناعة الأصباغ والمواد المتفجرة. تحلُّ فيه مجموعتي ميثيل محلَّ ذرتي هيدروجين مرتبطة بحلقة البنزين.